# 皮雅斯特
皮雅斯特（Piast），又稱「車輪匠皮雅斯特」（Piast Chościskowic），是九世紀時半傳說的波蘭部族首領，皮雅斯特王朝的始祖。

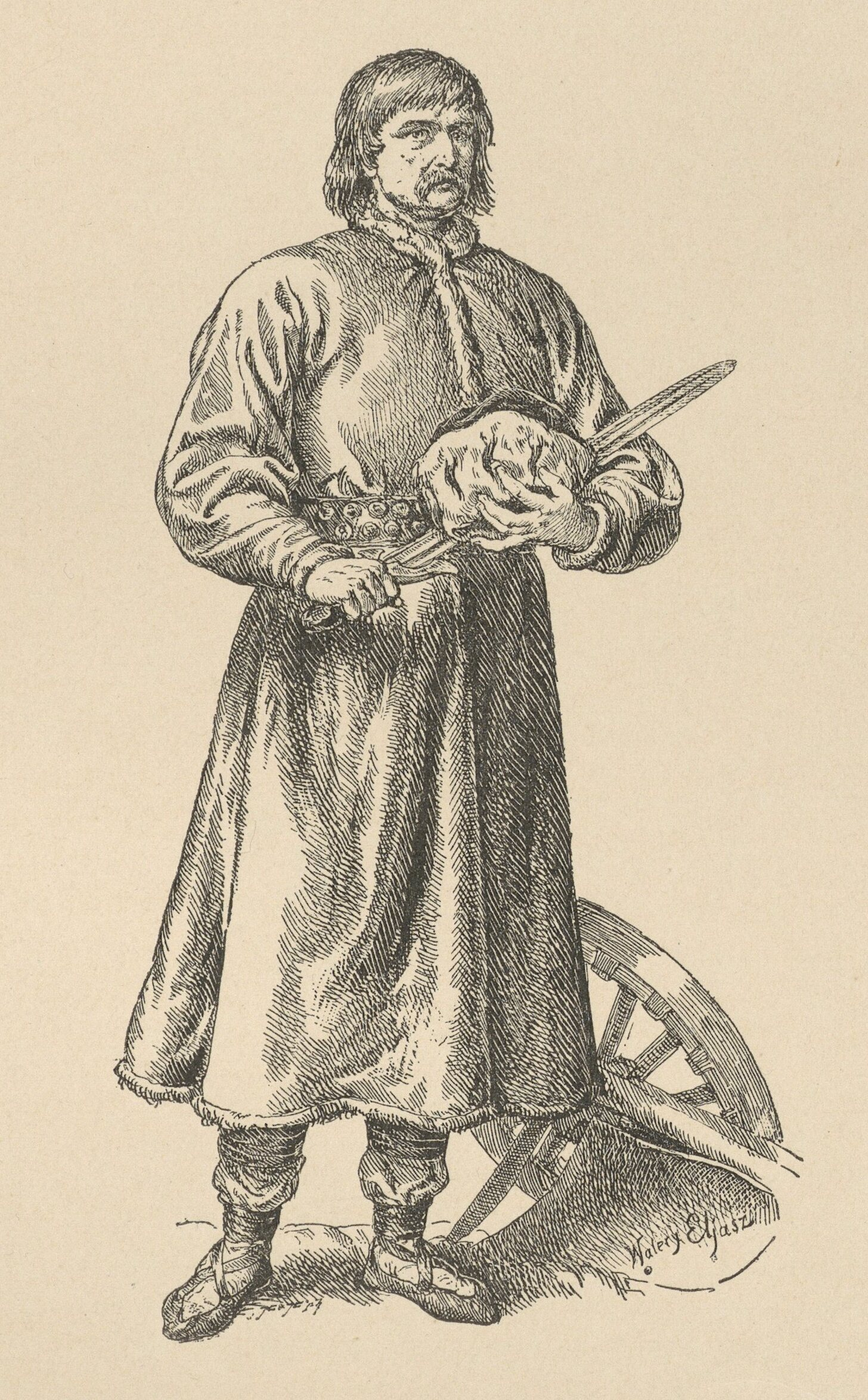

根據高盧無名氏所著的《波蘭王公事蹟》，皮雅斯特是科施茨斯科之子，謝莫維特的父親。他是梅什科一世的高祖父，後者是波蘭歷史上第一個確切統治者。